# 臺灣擬鮃
臺灣擬鮃（学名：Parabothus taiwanensis），又名扁魚、皇帝魚、半邊魚、比目魚，为鮃科擬鮃屬下的一个种。

## 扩展阅读
- 維基物種上的相關：臺灣擬鮃